# نالوکسان
نالوکسان (به انگلیسی: Naloxone) دارویی است که برای بلاک کردن اثرات مخدرها به کار می‌رود و به خصوص در شرایط بیش‌مصرفی مواد کاربرد دارد.
این دارو در سال ۱۹۶۱ ثبت و در سال ۱۹۷۱ توسط سازمان غذا و داروی آمریکا برای بیش‌مصرفی مواد مخدر تأیید شد و در فهرست داروهای ضروری سازمان جهانی بهداشت قرار دارد. این دارو در کیت‌های اضطراری بیش‌مصرفی مواد مخدر در اختیار مصرف‌کنندگان هروئین و سایر مواد مخدر قرار می‌گیرد. این کار موجب کاهش نرخ مرگ ناشی از بیش‌مصرفی مواد شده‌است. تجویز نالوکسان باید همراه با آموزش‌های استاندارد لازم شامل جلوگیری، شناسایی و عکس‌العمل نسبت به بیش‌مصرفی مواد و نیز حمایت تنفسی بیمار مبتلا به اوردوز و تماس فوری با اورژانس پزشکی انجام گیرد.
در صورت استفاده به صورت تزریق وریدی طی ۲ دقیقه و در صورت تزریق ماهیچه‌ای طی ۵ دقیقه عمل می‌کند. اثرات این دارو از نیم تا یک ساعت باقی می‌مانند. بنابراین در صورتی که مدت‌زمان تأثیر ماده مخدر مصرفی بیش از این میزان باشد نیاز به دریافت مجدد دارو خواهد بود.
استفاده در اشخاص معتاد به مواد مخدر ممکن است عوارضی مشابه عوارض عدم مصرف مواد مخدر نظیر بی‌قراری، حالت تهوع، تعریق و تندتپشی ایجاد کند. برای جلوگیری از ایجاد این عوارض می‌توان دوزهای کم دارو را با فواصل چند دقیقه تا زمان رسیدن به اثر مورد نظر مصرف نمود. در کسانی که بیماری قلبی دارند یا از داروهایی استفاده می‌کنند که بر قلب تأثیر منفی می‌گذارند، بعضاً بروز مشکلات قلبی بر اثر مصرف نالوکسان گزارش شده‌است. به نظر می‌رسد بعد از اینکه به تعداد محدودی از خانمها داده شد، اثر نامطلوبی بر جنین نداشته و نتیجتاً در بارداری ایمن است.

## موارد مصرف

### بیش‌مصرفی مواد مخدر
نالوکسان در شرایط بیش‌مصرفی مواد مخدر و نیز درمان کاهش تنفس (دیس پنه یا نارسایی تنفسی که در نتیجه مصرف مواد مخدر رخ داده‌است) کاربرد دارد. اما مؤثر بودن آن در موارد رخداد ایست قلبی ناشی از مواد مخدر مشخص نشده‌است.
این دارو در کیت‌های اضطراری بیش‌مصرفی مواد مخدر در اختیار مصرف‌کنندگان هروئین و سایر مواد مخدر قرار می‌گیرد. این کار موجب کاهش نرخ مرگ ناشی از بیش‌مصرفی مواد شده‌است.
تجویز نالوکسان برای اشخاص با مصرف دوز بالای مواد (معادل بیش از ۱۰۰ میلی‌گرم مورفین در روز) یا افرادی که از مواد مخدر استفاده‌های غیردرمانی می‌کنند توصیه می‌شود. تجویز نالوکسان باید همراه با آموزش‌های استاندارد لازم شامل جلوگیری، شناسایی و عکس‌العمل نسبت به بیش‌مصرفی مواد و نیز حمایت تنفسی از بیمار مبتلا به اوردوز و تماس فوری با اورژانس پزشکی انجام گیرد.
در صورت مشاهده حداقل یا عدم پاسخ در عرض ۲–۳ دقیقه، دوز مصرفی ممکن است هر ۲ دقیقه تکرار شود تا به حداکثر دوز ۱۰ میلی‌گرم برسد. اگر در این زمان هیچ پاسخی رخ نداد، باید تشخیص و درمان جایگزین را دنبال کرد. بسته به شدت مصرف، دوز بیش از ۱۰ میلی‌گرم ممکن است لازم باشد. اثرات نالوکسان ممکن است قبل از اثرات مخدر از بین برود یا ممکن است به تکرار دوز در زمان بعدی نیاز داشته باشد. بیماران باید از نظر میزان تنفس، ضربان قلب، فشار خون، دما، ABGها (تجزیه گازهای خونی) و سطح هوشیاری کنترل شوند. کسانی که خطر بیشتری برای سرکوب تنفسی دارند باید قبل از تجویز، شناسایی و از نزدیک تحت مراقبت قرار گیرند.
نالوکسان برای تشخیص و درمان مسمومیت‌ها با مواد مخدر یا کمای ناشی از آن مصرف می‌شود. در درمان مهار تنفسی بعد از جراحی، خارش ناشی از انسداد صفراوی نیز کاربرد دارد. همچنین از این دارو برای سم زدایی سریع و فوق سریع نیز استفاده می‌شود که در این زمینه برای بررسی اثربخشی نیاز به پژوهش‌های بیشتر می‌باشد.

### بیش مصرفی کلونیدین
نالوکسان همچنین می‌تواند به عنوان پادزهر در مصرف بیش از حد کلونیدین، دارویی که فشار خون را کاهش می‌دهد، استفاده شود. مصرف بیش از حد کلونیدین به خصوص در کودکان از اهمیت ویژه ای برخوردار است، در آنها حتی دوزهای کم نیز می‌تواند آسیب قابل توجهی وارد کند. با این حال در مورد اثر نالوکسان در درمان علائم مصرف بیش از حد کلونیدین، یعنی ضربان قلب آهسته، فشار خون پایین و سردرگمی / خواب آلودگی، اختلاف نظر وجود دارد. برخی از مراکز کنترل سم، نالوکسان را در درمان مصرف بیش از حد کلونیدین، از جمله دوزهای بولوس وریدی (تزریق سریع وریدی) تا ۱۰ میلی‌گرم توصیه می‌کنند.

#### جلوگیری از سوء مصرف مواد مخدر
نالوکسان هنگام مصرف از طریق دهان جذب ضعیفی دارد، بنابراین معمولاً با تعدادی از داروهای مخدر خوراکی از جمله بوپرنورفین و پنتازوسین ترکیب می‌شود، بنابراین هنگام مصرف از طریق دهان، فقط مواد افیونی اثر دارند. با این حال اگر ترکیب مخدر و نالوکسان تزریق شود، نالوکسان جلوی اثر افیون را می‌گیرد. این ترکیب در تلاش برای جلوگیری از سوء مصرف مواد مخدر استفاده می‌شود.

## مکانیسم اثر
آنتاگونیست گیرنده‌های شبه مرفینی نالوکسون یک آنتاگونیست گیرنده افیونی غیر انتخابی و رقابتی است. این کار با معکوس کردن سرکوب سیستم عصبی مرکزی و سیستم تنفسی ناشی از مواد افیونی کار می‌کند.

## عوارض جانبی
تهوع، استفراغ، اختلال تمرکز و حواس، بی اشتهایی، تغییرات فشار خون.
- در درمان کمای ناشی از مصرف بالای مخدرها باید متوجه بود که نیمه عمر نالوکسان از نیمه عمر اغلب مخدرها کمتر است لذا نیاز به تکرار دوز وجود دارد.

در صورت عدم وجود مواد افیونی، نالوکسان تأثیر چندانی ندارد. در افرادی که مخدر در بدنشان وجود دارد، ممکن است باعث افزایش تعریق، حالت تهوع، بی‌قراری، لرزیدن، استفراغ، گرگرفتگی و سردرد شود و در موارد نادر با تغییرات ریتم قلب، تشنج و ادم ریه همراه بوده‌است. علاوه بر عوارض جانبی ذکر شده در بالا، نالوکسان همچنین دارای عوارض جانبی دیگری مانند سایر اثرات قلبی عروقی (فشار خون بالا، افت فشار خون، تاکی کاردی، فیبریلاسیون بطنی، تاکی‌کاردی بطنی) و اثرات سیستم عصبی مرکزی مانند بیقراری، درد بدن، بیماری مغزی و کما است. علاوه بر این اثرات سوء، نالوکسان به‌طور کلی در افرادی که از حساسیت بالایی به نالوکسان یا هر یک از اجزای فرمولاسیون آن برخوردار هستند نیز منع مصرف دارد. نالوکسان باید در افراد مبتلا به بیماری‌های قلبی عروقی و همچنین افرادی که در حال حاضر داروهایی مصرف می‌کنند که می‌توانند اثرات سوئی بر سیستم قلبی عروقی داشته باشند مانند ایجاد فشار خون پایین، تجمع مایعات در ریه‌ها (ادم ریوی) و ریتم غیرطبیعی قلب با احتیاط مصرف شود. گزارش‌هایی مبنی بر برگشت ناگهانی با آنتاگونیست‌های مواد افیونی منجر به ادم ریوی و فیبریلاسیون بطنی شده‌است.